# Impossible (Måns Zelmerlöw-låt)
Impossible är en sång skriven av Aleena Gibson, Måns Zelmerlöw, Dan Sundquist, och inspelad av Måns Zelmerlöw på albumet MZW från 2009. Den placerade sig som högst på 48:e plats på den svenska singellistan.

## Listplaceringar
| Lista (2009) | Topplacering |
| ------------ | ------------ |
| Sverige      | 48           |

### Fotnoter
1. ↑  ”MZW”. Svensk mediedatabas. 13 mars 2009. http://smdb.kb.se/catalog/id/002467122. Läst 15 mars 2015.
2. ↑  ”Impossible”. Swedishcharts. 13 mars 2009. http://swedishcharts.com/showitem.asp?interpret=M%E5ns+Zelmerl%F6w&titel=Impossible&cat=s. Läst 15 mars 2015.